# إليزا تيبتس
كانت إليزا تيبتس (الاسم عند الولادة: إليزا ماريا لوفيل) (1898-1823) من أوائل المستوطنين الأمريكيين، ومن أوائل المؤسسين لمدينة ريفرسايد في كاليفورنيا. كانت ناشطة في واشنطن العاصمة في العديد من القضايا الاجتماعية التقدمية، بما في ذلك حقوق المعتوقين والاقتراع العمومي، قبل الذهاب إلى الساحل الغربي. كانت تيبتس من أتباع الحركة الروحية، وقادت جلسات لتحضير الأرواح في ريفرسايد. اشتهرت تيبتس بنجاحها في زراعة أول شجرتين هجينتين من أشجار برتقال واشنطن أبو سرة في كاليفورنيا.
تزوجت تيبتس ثلاث مرات، وكانت على علاقة مع لوثر سي. تيبتس، وعاشت معه في فيرجينيا وانتقلت معه من واشنطن العاصمة إلى كاليفورنيا في أوائل سبعينيات القرن التاسع عشر. تزوجا هناك وعاشا على الزراعة. ساهم نجاحها في زراعة برتقال أبو سرة في تبني المزارعين لهذه المجموعة المتنوعة من أشجار البرتقال؛ والتوسع السريع في إنتاج الحمضيات والمشهد الثقافي التاريخي لبساتين البرتقال في كاليفورنيا.

## تيبتس وبرتقال واشنطن أبو سرة

### تاريخ برتقال واشنطن أبو سرة
لم يكن برتقال أبو سرة جديدًا عندما قدمته تيبتس للزراعة في الولايات المتحدة، إذ وصف جون بابتيستي فيراريوس نوعًا من هذا البرتقال في عام 1646. أشارت بعض المنشورات البرازيلية المبكرة أحيانًا إلى برتقال أبو سرة (بالبرتغالية: لافانجا دومبيغو). يُعد برتقال واشنطن أبو سرة عقيمًا، وبلا بذور، وخالي تمامًا من حبوب اللقاح، ومدقاته مشوهة بطريقة تجعل إنتاج البذور من حبوب اللقاح من الأصناف الأخرى أمرًا مستحيلًا. يُنتَج برتقال واشنطن أبو سرة عن طريق تطعيم برعم مأخوذ من شجرة موجودة في جذر منفصل (متميز وراثيًا). يُعتبر هذا النوع عرضة بشكل خاص لنوع من الطفرات التي يختلف فيها فرع أو «برعم» وراثيًا عن باقي الشجرة. ظهرهذا النوع لأول مرة في شكل برعم على شجرة برتقال حلوة من نوع سيليكتا في باهيا بالبرازيل. يمكّن برعم مرغوب مثل هذا المزارعين من تجنب مضاعفات الفصل الجيني وإعادة التركيب عن طريق نشر الأنواع من خلال التكاثر اللاجنسي. نُشِر هذا البرعم على نطاق واسع بالقرب من باهيا، وذلك على الرغم من أن التكاثر اللاجنسي يتطلب قدرًا معينًا من الجهد ومستوى عال من الخبرة. تتكاثر العديد من محاصيل الفاكهة المهمة لاجنسيًا في الوقت الحالي، بما في ذلك البرتقال، والعنب، والأفوكادو، والموز والتفاح. تُطَعَّم جميع أشجار الحمضيات التجارية على جذر محدد للتكيف مع التربة، ومقاومة الأمراض، والتأثير على جودة الفاكهة.

### إنتاج الحمضيات في كاليفورنيا
انتشر إنتاج الحمضيات في كاليفورنيا قبل أن تزرع تيبتس برتقال واشنطن أبو سرة؛ ولكن لم تكن هناك مجموعة متنوعة مبكرة وفي منتصف الموسم من البرتقال الحلو التي تتكيف بشكل عام مع المناخ. كانت معظم الحمضيات الموجودة عبارة عن شتلة نمت من البذور التي حُصِل عليها محليًا أو من البعثات الإسبانية. جرب المزارعون زراعتها، ولكن كان هناك نقص في توحيد الجودة.
جرب عالم النباتات ساندرز النباتات المستوردة في دفيئته الزراعية في ناشونال مول لإمكانية دمجها في الزراعة الأمريكية. بنى ساندرز دفيئة للبرتقال على أراضي وزارة الزراعة في حوالي عام 1867. ذُكِر في عام 1871 أنه كان يحاول الحصول على مجموعات كاملة من الحمضيات.
أحضر مفوض الزراعة رسالة من امرأة في باهيا بالبرازيل إلى ساندرز في عام 1869 تخبرنا عن برتقال محلي رائع. استغرق الأمر بعض الوقت والمثابرة، ولكن تمكن ساندرز في النهاية من الحصول على اثنتي عشرة شجرة برتقال أبو سرة حديثة النمو وبحالة جيدة إلى حد ما من باهيا بحلول عام 1871. جهّز ساندرز بعضًا من مخزون البرتقال الصغير الذي أدخل فيه وطعّمه ببراعم من الأشجار الجديدة. كتب ساندرز في مذكرته مشيرًا إلى تيبتس: «تواصلت تلك السيدة معنا، وكانت حريصة على الحصول على بعض هذه النباتات، فأرسلت اثنين منهم بالبريد». أرسل ساندرز أول شجرتين من أشجار البرتقال المطعمة بالبريد إلى تيبتس بعد أن أصبحت جاهزة.

#### البساتين داخل ولاية كاليفورنيا وخارجها
أُرسِلت المئات من أشجار برتقال باهيا إلى فلوريدا في ذلك الوقت، فكانت بمثابة قاعدة رئيسية لإنتاج الحمضيات، ولكن لم يزدهر أي منها. زرعت تيبتس الشجرتين في حديقتها في عام 1873.
عُرِفت تيبتس على نطاق واسع باعتناءها بالشجرتين، واعتمادها بالري على مياه الصحون لأن أرضها لم تكن موصولة بمياه القناة. يعزو مسؤولو الزراعة نجاح الشجرتين اللتين ازدهرتا إلى رعاية تيبتس.
أُنتِجت الثمار الأولى التي حملتها هذه الأشجار في موسم 1875-1876. عُرِفت الخصائص التجارية القيمة لبرتقال واشنطن أبو سرة، بما في ذلك الجودة، والشكل، والحجم، واللون، والملمس، ونقص البذور، عندما عُرِض هذا النوع علنًا في معرض عام 1879. كان برتقال تيبتس مناسبًا بشكل مثالي للطقس شبه الجاف في ريفرسايد، فمكنها قشرها السميك من تعبئتها وشحنها. كان التناقض بين هذه الفاكهة الجديدة وثمار الشتلات مذهلًا للغاية لدرجة أن معظم غرسات البساتين الجديدة تحولت بسرعة إلى برتقال واشنطن أبو سرة. باعت تيبتس الأفرع الحاملة للبراعم من أشجارها إلى أصحاب المشاتل المحليين، مما أدى إلى زراعة واسعة لأشجار المشاتل المستنسخة من أشجارها.
أدى نجاح تيبتس مع برتقال أبو سرة إلى زيادة سريعة في زراعة الحمضيات، إذ كانت معظم الحمضيات المزروعة من برتقال واشنطن أبو سرة. أدى النجاح التجاري لهذه البساتين المبكرة إلى انتشار الاهتمام بهذا التنوع بشكل سريع، فأصبح هذا النوع من البرتقال أكثر الحمضيات انتشارًا في كاليفورنيا بحلول عام 1900. نُقِلت براعم وأشجار برتقال واشنطن أبو سرة منذ ذلك الحين من كاليفورنيا عبر البحار إلى اليابان، وأستراليا، وجنوب إفريقيا، وغيرها من المناطق الاستوائية أو شبه الاستوائية.
ساعد برتقال تيبتس استمرار الزراعة في كاليفورنيا بعد التحول من القمح. كان القمح أكثر المحاصيل ربحية على مستوى الولاية بين عامي 1870 و1900، إذ أصبحت كاليفورنيا واحدة من أكبر منتجي الحبوب في البلاد. بدأ العديد من المزارعين في الوادي الأوسط وجنوب كاليفورنيا في التحول إلى الفاكهة في حوالي عام 1880. كان كل من التربة والمناخ مواتيين لمثل هذا التحول. بدأت صادرات القمح في التراجع السريع أمام المنافسة الكندية والروسية الشديدة بعد مطلع القرن العشرين، وتراجعت غلات الحبوب بسبب نضوب التربة. قُسِّمت هذه الأراضي واستُخدِمت في البستنة. قدمت الزراعة أساسا متينًا لاقتصاد الدولة.